# WTC III

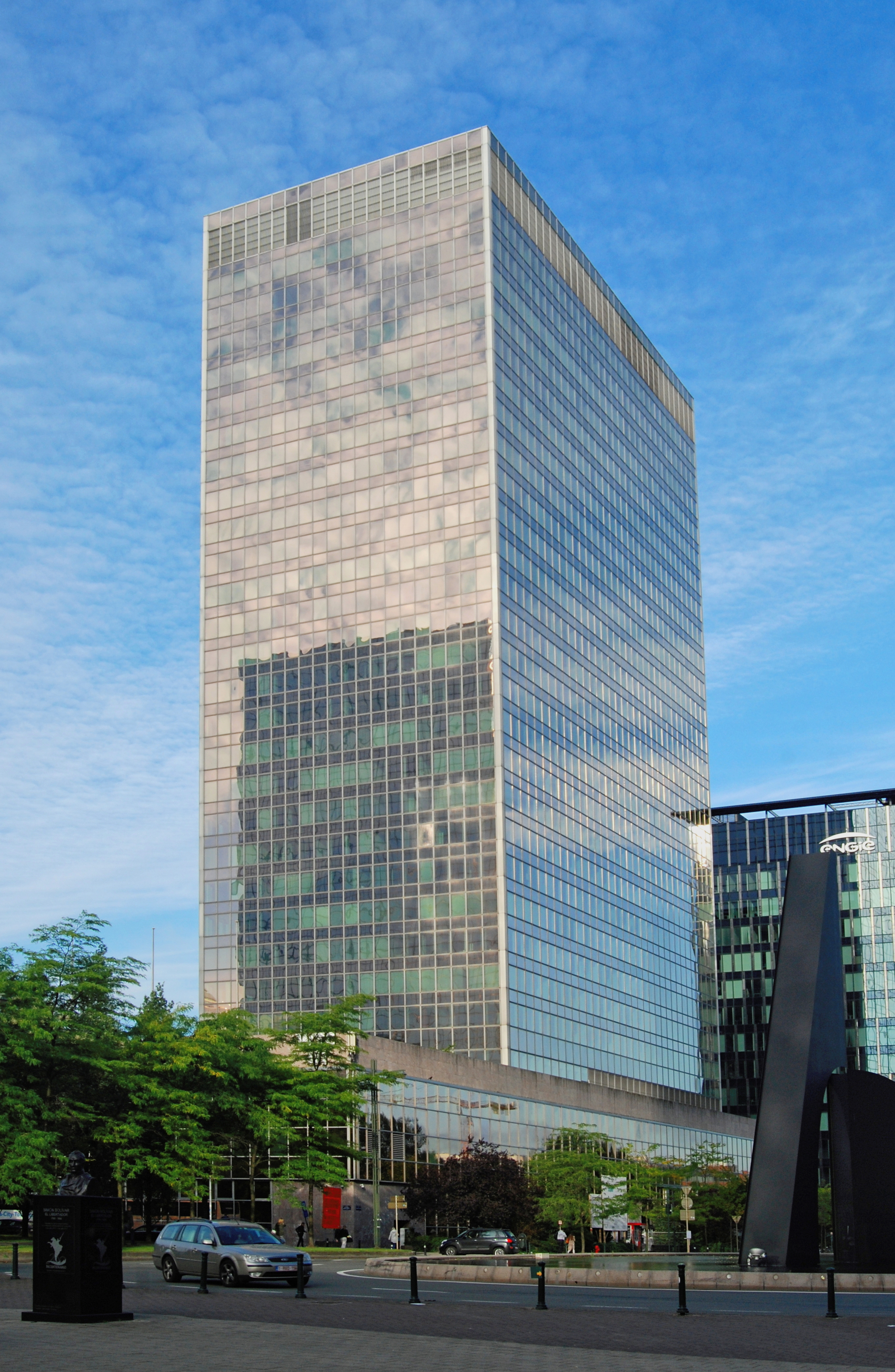
WTC 3

De  WTC-toren 3 is een kantoorgebouw langs de Simon Bolivarlaan in Brussel op een kleine afstand van het Noordstation in de zogeheten 'noordruimte'. WTC 3 maakt, net zoals de andere torens deel uit van het Brusselse stadsgezicht en is onderdeel van het gebouwencomplex World Trade Center.
De kantoortoren is gebouwd in 1983, heeft een hoogte van 104,8 meter en telt 28 verdiepingen. Er zijn in Brussel drie WTC-complexen aanwezig. Oorspronkelijk waren er ook plannen om een vierde toren te bouwen, maar die is er nooit gekomen. Sinds 2010 zijn er opnieuw plannen voor de bouw van WTC-4 die een moderner, hoger en opvallender ontwerp zal hebben dan de bestaande WTC-gebouwen.
De WTC-torens maken deel uit van een internationale groep. Zo zijn er onder meer gebouwen in acht verschillende steden in Nederland. In België zijn er drie, in Brussel.